# Girona FC
A Girona FC, teljes nevén Girona Fútbol Club gironai székhelyű spanyol-katalán labdarúgócsapat 2017-18-ban az élvonalban szerepelt. 2017-ben másodikok lettek az eggyel alacsonyabb osztályú bajnokságban, így biztosították helyüket a La Ligába.

## Története
A klub 1930. július 23-án alakult meg a korábbi városi csapat, az UE Girona maradványaiból. Az újonnan megalakult klub rögtön a katalán másodosztályban indult. Első hivatalos meccsüket a Colònia Artigas-ban játszották, majd nem sokkal később már az országos másodosztályban szerepelhettek. 1959 és 2008 között még a spanyol harmad- és negyedosztályban szerepeltek, sőt voltak olyan szezonok, amikor már csak regionális ligákban tudtak elindulni. 2008 nyarán, 49 év vegetálás után sikerült visszakerülni a másodosztályba. 2010-ben új üzletemberek háromnegyednyi részesedést vásároltak fel a klubból, és ezt követően a csapatnál gazdasági stabilizálódás kezdődött. Josep Delgado 2012-ben bejelentette, egy euróért bárki megveheti a részét, majd 2013-ban a klub csődvédelmet kért maga ellen. 2015-ben és 2016-ban is eljutott spanyol másodosztály rájátszást érő pozícióig. 2015-ben Pere Guardiola cége, a Media Base Sports 80%-os részesedést vásárolt a klubban. Ez évben a rájátszásból úgy estek ki, hogy a Real Zaragozát idegenben 3–0-ra verték az első meccsükön, de a visszavágón 4–1-re kaptak ki hazai pályán. A következő évben már a döntőbe jutottak, de az Osasuna ellen alulmaradtak. 2017-ben a második, automatikus feljutást jelentő helyen végeztek. A Girona a feljutásával a nyolcadik katalán klub lesz a spanyol első osztályban. 2017. augusztus 23-án a City Football Group 44.3 százalékot vásárolt meg, s ugyanennyi maradt a Pere Guardiola által vezetett Girona Football Group tulajdonában, míg a fennmaradó rész a szurkolók társulásáé. A 2023–2024-es szezon végén története során először a csapat bejutott az UEFA-bajnokok ligájába.

## Játékoskeret
Utolsó módosítás: 2024. augusztus 30.
A vastaggal jelzett játékosok felnőtt válogatottsággal rendelkeznek.
A dőlttel jelzett játékosok kölcsönben szerepelnek a klubnál.
| Mezszám                | Név               | Nemzetiség          | Születési hely             | Szül. év (kor)                        | Korábbi csapat           | Érték (€)   | Szerződés lejárta |         |         |         |
| Kapusok                | Kapusok           | Kapusok             | Kapusok                    | Kapusok                               | Kapusok                  | Kapusok     | Kapusok           | Kapusok | Kapusok | Kapusok |
| ---------------------- | ----------------- | ------------------- | -------------------------- | ------------------------------------- | ------------------------ | ----------- | ----------------- | ------- | ------- | ------- |
| 1                      | Juan Carlos       | spanyol             | Guadalajara                | 1988. január 20. (37 éves)            | CD Lugo                  | 200 000     | 2025.06.30.       |         |         |         |
| 13                     | Paulo Gazzaniga   | argentin · olasz    | Murphy                     | 1992. január 2. (33 éves)             | Fulham FC                | 4 000 000   | 2027.06.30.       |         |         |         |
| 25                     | Pau López         | spanyol             | Berga                      | 2001. április 15. (23 éves)           | Olympique de Marseille   | 7 500 000   | 2025.06.30.       |         |         |         |
| Védők                  |                   |                     |                            |                                       |                          |             |                   |         |         |         |
| 3                      | Miguel Gutiérrez  | spanyol             | Madrid                     | 2001. július 27. (23 éves)            | Real Madrid CF           | 25 000 000  | 2027.06.30.       |         |         |         |
| 4                      | Arnau Martínez    | spanyol             | Premià de Dalt             | 2003. április 25. (21 éves)           | Utánpótlásból került fel | 10 000 000  | 2025.06.30.       |         |         |         |
| 5                      | David López       | spanyol             | Barcelona                  | 1989. október 9. (35 éves)            | RCD Espanyol             | 2 500 000   | 2026.06.30.       |         |         |         |
| 15                     | Juanpe            | spanyol             | Las Palmas de Gran Canaria | 1991. április 30. (33 éves)           | Real Valladolid          | 1 000 000   | 2025.06.30.       |         |         |         |
| 16                     | Alejandro Francés | spanyol             | Zaragoza                   | 2002. augusztus 1. (22 éves)          | Real Zaragoza            | 5 000 000   | 2029.06.30        |         |         |         |
| 17                     | Daley Blind       | holland · angol     | Amszterdam                 | 1990. március 9. (35 éves)            | FC Bayern München        | 3 000 000   | 2026.06.30.       |         |         |         |
| 18                     | Ladislav Krejčí   | cseh                | Rosice                     | 1999. april 20. (25 éves)             | AC Sparta Praha          | 10 000 000  | 2029.06.30.       |         |         |         |
| Középpályások          |                   |                     |                            |                                       |                          |             |                   |         |         |         |
| 6                      | Donny van de Beek | holland             | Nijkerkerveen              | 1997. április 18. (27 éves)           | Eintracht Frankfurt      | 5 000 000   | 2028.06.30.       |         |         |         |
| 14                     | Oriol Romeu       | spanyol             | Ulldecona                  | 1991. szeptember 24. (33 éves)        | FC Barcelona             | 2 000 000   | 2025.06.30.       |         |         |         |
| 21                     | Yangel Herrera    | Venezuela · spanyol | La Guajira                 | 1998. január 7. (27 éves)             | RCD Espanyol             | 25 000 000  | 2027.06.30.       |         |         |         |
| 22                     | Jhon Solís        | Kolumbia            | Guacarí                    | 2004. október 3. (20 éves)            | Atlético Nacional        | 4 000 000   | 2028.06.30.       |         |         |         |
| 23                     | Iván Martín       | spanyol             | Bilbao                     | 1999. február 14. (26 éves)           | Villarreal CF            | 15 000 000  | 2028.06.30.       |         |         |         |
| 27                     | Gabriel Misehouy  | holland · Ghána     | Amszterdam                 | 2005. julius 18. (19 éves)            | Jong Ajax                | 1 000 000   | 2028.06.30.       |         |         |         |
| Csatárok               |                   |                     |                            |                                       |                          |             |                   |         |         |         |
| 7                      | Cristhian Stuani  | Uruguay · olasz     | Tala                       | 1986. október 12. (38 éves)           | Middlesbrough FC         | 1 800 000   | 2026.06.30.       |         |         |         |
| 8                      | Viktor Cihankov   | ukrán               | Naharija                   | 1997. november 15. (27 éves)          | FK Dinamo Kijiv          | 30 000 000  | 2027.06.30.       |         |         |         |
| 9                      | Abel Ruiz         | spanyol             | Almussafes                 | 2000. január 28. (25 éves)            | SC Braga                 | 12 000 000  | 2029.06.30.       |         |         |         |
| 10                     | Yáser Asprilla    | Kolumbia            | Bajo Baudó                 | 2003. november 19. Sablon:Életkor-élo | Watford FC               | 18 000 000  | 2030.06.30.       |         |         |         |
| 11                     | Arnaut Danjuma    | holland · NGA       | Lagos                      | 1997. január 31. (28 éves)            | Everton FC               | 13 000 000  | 2025.06.30.       |         |         |         |
| 19                     | Bojan Miovski     | MKD                 | Stip                       | 1999. június 24. (25 éves)            | Aberdeen FC              | 4 000 000   | 2028.06.30.       |         |         |         |
| 20                     | Bryan Gil         | spanyol             | L’Hospitalet de Llobrega   | 2001. február 11. (24 éves)           | Tottenham Hotspur FC     | 14 000 000  | 2025.06.30.       |         |         |         |
| 24                     | Portu             | spanyol             | Beniel                     | 1992. május 21. (32 éves)             | Getafe CF                | 3 500 000   | 2027.06.30.       |         |         |         |
| Kölcsönadott játékosok |                   |                     |                            |                                       |                          |             |                   |         |         |         |
| Név                    | Poszt             | Nemzetiség          | Születési hely             | Szül. év (kor)                        | Kölcsönben itt           | Érték (€)   | Kölcsön lejárta   |         |         |         |
| Toni Fuidias           | kapus             | spanyol             | Berga                      | 2001. april 15. (23 éves)             | FC Cartagena             | 2025.06.30. |                   |         |         |         |
| Valert Fernández       | védő              | spanyol             | Callao                     | 1992. május 4. (32 éves)              | RCD Mallorca             | 2 500 000   | 2025.06.30.       |         |         |         |
| Ibrahima Kébé          | középpályás       | Mali                | Bamako                     | 2000. augusztus 1. (24 éves)          | Lommel SK                | 500 000     | 2025.06.30.       |         |         |         |
| Íljasz Hájra           | támadó            | MAR · spanyol       | Ripoli                     | 2001. február 2. (24 éves)            | Real Oviedo              | 2 000 000   | 2025.06.30.       |         |         |         |
| Joel Roca              | támadó            | spanyol             | Camprodon                  | 2005. június 7. (19 éves)             | CD Mirandés              | 200 000     | 2025.06.30.       |         |         |         |

## Ismertebb játékosok
A vastaggal jelzett játékosok felnőtt válogatottsággal rendelkeznek.
| - Patrick Roberts - Douglas Luiz - Reinier - Seydou Doumbia - Daley Blind - Johan Mojica - Arijanet Murić - Bono - Álex Baena - Borja García - Delfí Geli | - Álex Granell - Albert Jorquera - Juanpe - Pablo Marí - Migue - Marc Muniesa - Pere Pons - Pedro Porro - Oriol Romeu - Portu - Cristhian Stuani |

## Edzők
| - Francisco Bru (1937–39) - Plattkó Károly (1948–49) - Hilario (1949–50) - Domènec Balmanya (1952) - Emilio Aldecoa (1955–57), (1959–60) - Dagoberto Moll (1965–66) - Emilio Aldecoa (1967–68) - Vicenç Sasot (1972–74) - Emilio Aldecoa (1974–76) - Lluís Coll (1976) - Vicenç Sasot (1979–80) - Pepe Pinto (1980–81), (1981–82) - Luis Costa (1981–82) - Emilio Aldecoa (1982) - Paco Bonachera (1993) - Pere Gratacós (1997–99) - Narcís Julià (2003) - Agustín Abadía (2003–04) - Josep María Nogués (2005) - Joan Carrillo (2006–07) | - Ricardo Rodríguez (2007) - Raül Agné (2007–09) - Javi Salamero (2009) - Miquel Olmo (2009) - Cristóbal Parralo (2009) - Narcís Julià (2009–10) - Raül Agné (2010–12) - Josu Uribe (2012) - Javi Salamero (2012) - Rubi (2012–13) - Ricardo Rodríguez (2013) - Javi López (2013–14) - Pablo Machín (2014–2018) - Eusebio Sacristán (2018–2019) - Juan Carlos Unzué (2019) - Juan Carlos Moreno (2019) - Josep Lluís Martí (2019–2020) - Francisco Rodríguez (2020–2021) - Míchel (2021–) |

## Külső hivatkozások
- A klub hivatalos honlapja